# Sto múch
Sto múch je slovenská funk rocková hudební skupina pocházející z Banské Bystrice, která vznikla v roce 2005. Sami sebe považují za „ekologický funky-underground, v němž dominují horehronsko-Podpolianske vlivy“. Dle vlastních slov rovněž dávají důraz na zpěv ve slovenštině, jeho srozumitelnost a malebnost zvuku. Do roku 2014 vydala kapela celkem tři studiová alba Z hrušky dole (2007), Fšehochuť (2008) a Skorotlčúce (2011). Nejznámější skladbou je „Kúpil som si Rhodes“, který byl vydán již na první desce z roku 2007, v roce 2012 byl k písni natočen videoklip.
V roce 2012 se kvůli neshodám se směřováním kapely rozhodla zpěvačka Maca Vilhanová z kapely odejít a nahradila ji Lenka Koštialová, nicméně během roku 2013 se ke kapele vrátila.

## Členové skupiny

### Současní členové
- Juraj Haško - klávesové nástroje, zpěv
- Maca Vilhanová - saxofon, akordeon, zpěv a tanec
- Lucia Žiaková - zpěv[1]
- Martin Novák - el. kytara
- Miroslav Páv - bas. kytara
- Ján Fiala - bicí

### Dřívější členové
- Lenka Koštialová - zpěv

## Diskografie
- Z hrušky dole (2007)
- Fšehochuť (2008)
- Skorotlčúce (2011)